# Félix Gandéra
Félix Gandéra, pseudonimo di Félix Pensieri (Parigi, 17 febbraio 1885 – Parigi, 15 dicembre 1957), è stato un attore, commediografo e regista francese.

## Biografia
Gandéra fu un fecondo autore di abili e fortunate pochades, molte delle quali rappresentate con successo anche in Italia.
La più nota è La dame de chambre (1918), rimasta a lungo nel repertorio delle compagnie.
Esordì come attore (Le mystère de Cloisterham (1912), e scrisse anche copioni per operette e per riviste nonché sceneggiature cinematografiche.
Tra le sue altre opere si ricordano: Le coucher de la mariée (1919), Les deux messieurs de Madame (1921), La façon de se donner (1925), Quick (1928), Nicole et sa vertu (1929), Youki (1932).
Diresse inoltre otto film, tra i quali Le secret d'une nuit (1934), Les mystères de Paris (1935), Les Grands (1936), Paradis de Satan (1938), anche se nessuno è sopravvissuto nel tempo.

## Opere

### Attore
- Le mystère de Cloisterham (1912).

### Commediografo
- La dame de chambre (1918);
- Le coucher de la mariée (1919);
- Les deux messieurs de Madame (1921);
- La façon de se donner (1925);
- Quick (1928);
- Nicole et sa vertu (1929);
- Youki (1932).

### Regista
- Le secret d'une nuit (1934);
- Les mystères de Paris (1935);
- Les Grands (1936);
- Paradis de Satan (1938).